# Darién

region Darién

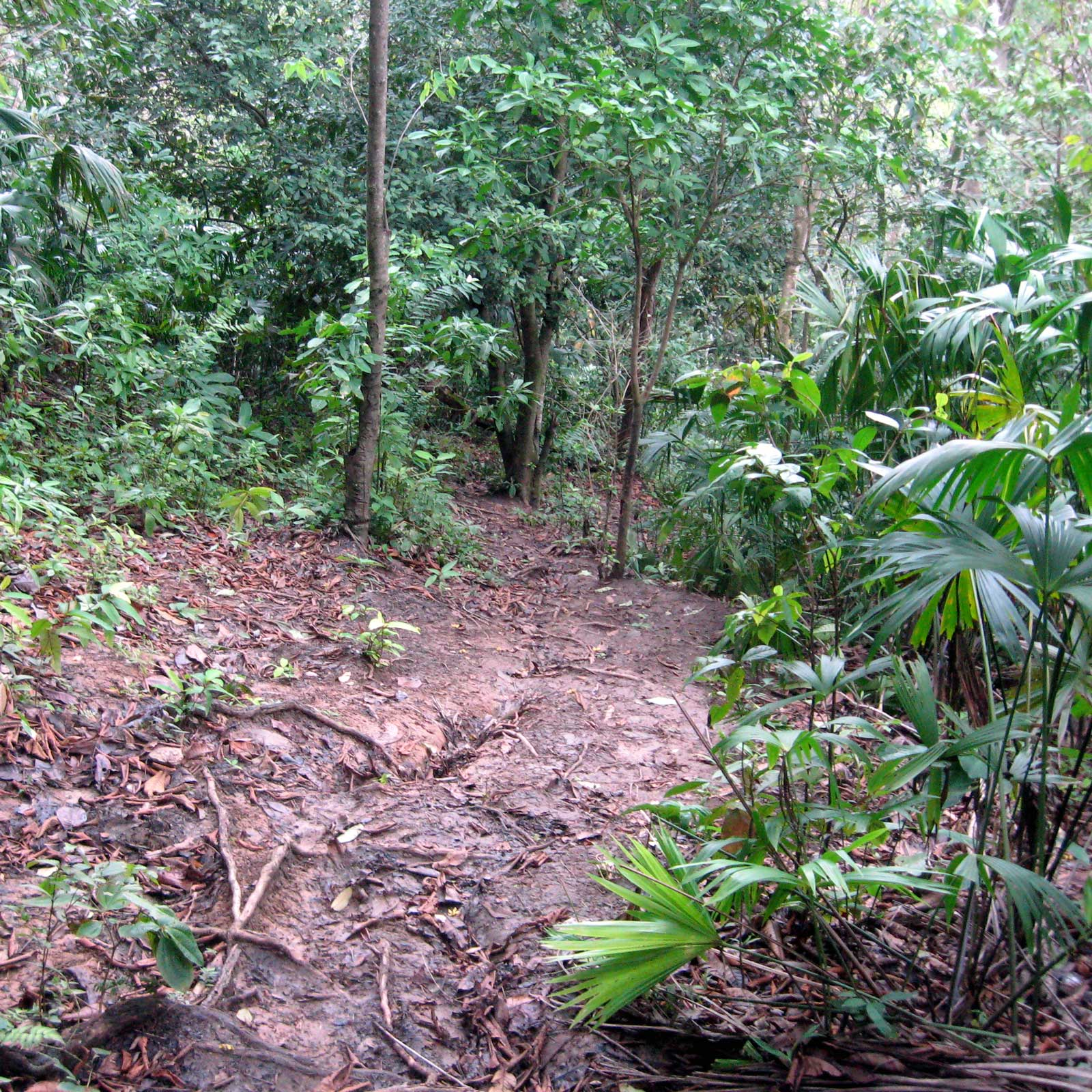
zdejší prales

Darién je široký pás tropického deštného pralesa a bažin v oblasti Středoamerické šíje na hranicích Kolumbie a Panamy. Tato oblast měří na šířku přibližně 50 kilometrů a je 160 km dlouhá. Rozkládá se v kolumbijském departementu Chocó a panamské provincii Darién a comarce Emberá-Wounaan.
Jedná se o region, ve kterém je přerušena Panamericana, jinak vedoucí z Aljašky až k nejjižnějšímu výběžku Jižní Ameriky. Právě vzhledem k této situaci se pro region používá i název Tapón de Darién (volný český překlad „Dariénská zátka, uzávěr“). Případná výstavba pozemní komunikace by byla vysoce finančně náročná s rozsáhlým dopadem na životní prostředí, navíc prozatím nebylo v této otázce dosaženo politické shody mezi oběma státy.

## Projekt Darién
Na konci 17. století se o kolonizaci v této oblasti neúspěšně pokusilo Skotské království. Vedoucí projektu Darién William Patterson správně předpověděl strategický význam Panamské šíje, ale podcenil mimořádnou obtížnost zdejších přírodních podmínek a také vojenský odpor Španělska, které celou oblast považovalo za svou sféru zájmu.

## Stavba Panamericany
Na kolumbijské straně končí silnice 27 km západně od Barranquillity v Lomas Aisiadas, na panamské v osadě Yaviza. Do dokončení zbývá přibližně 100 kilometrů vzdušnou čarou. Ačkoli vlády mnoha států stojí o dokončení Panamericany, proti hovoří jak snaha o zabránění proniknutí slintavky a kulhavky, které se v Severní a Střední Americe neobjevily od roku 1954, tak velký tlak ochránců životního prostředí po celém světě. Vybudovat silnici skrz dosud nenarušený ekosystém by způsobilo nedozírné změny v původním pralese. Taktéž místní indiánské kmeny Emberá, Wounaan a Guna protestují proti stavbě, která by mohla narušit jejich kulturu. Největší technickou překážkou při stavbě silnice by byla 80 kilometrů široká delta řeky Atrato s rozsáhlými mokřinami.

### Stav v roce 2014
V Kolumbii existuje projekt „Transversal de Las Américas“, který zahrnuje i možné napojení lokality Palo de Letras, ležící na mezistátní hranici, s Lomas Aisiadas a dále s kolumbijskými městy na karibském pobřeží. Tato část projektu je ve fázi studie. Panamská strana se staví negativně k možnosti otevření Dariénu pro výstavbu.

## Obyvatelstvo
Dariénský prales je domovem pro indiány kmenů Emberá, Wounaan a Guna, dříve zde žili také Cuevové (do jejich vyhlazení v 16. století). Pro dopravu často využívaji vydlabané kánoe. Hlavními plodinami jsou banány a kukuřice.

## Přírodní zdroje
V oblasti se nachází dva národní parky: panamský Darién a kolumbijský Los Katíos, přičemž oba jsou zapsány na seznamu světového přírodního dědictví UNESCO. Dariénský prales míval rozsáhlé porosty cedrely a mahagonu, ale postupem času jsou lesy káceny dřevorubci.